# Paul-Louis-Toussaint Héroult
Paul Louis-Toussaint Héroult (10 aprile 1863 – 9 maggio 1914) è stato uno scienziato francese.

## Biografia
Nel 1886 brevettò un processo per la preparazione dell'alluminio, che si basava sull'elettrolisi di una soluzione di allumina in criolite fusa. Mentre Héroult la brevettò in Francia, Charles Martin Hall fece lo stesso (nello stesso anno) negli Stati Uniti. Per via di ciò il processo si chiamò processo di Hall-Héroult.
Héroult inoltre viene ricordato per avere inventato il forno elettrico per acciaio nel 1900. In seguito venne chiamato a ricoprire alcune cariche importanti negli USA, dove continuò a progettare.
Nel 1903 ricevette una laurea honoris causa dall'Università di Aix-la-Chapelle. Nel 1904 venne nominato cavaliere della legione d'onore.